# Jean-Jacques Elshoecht

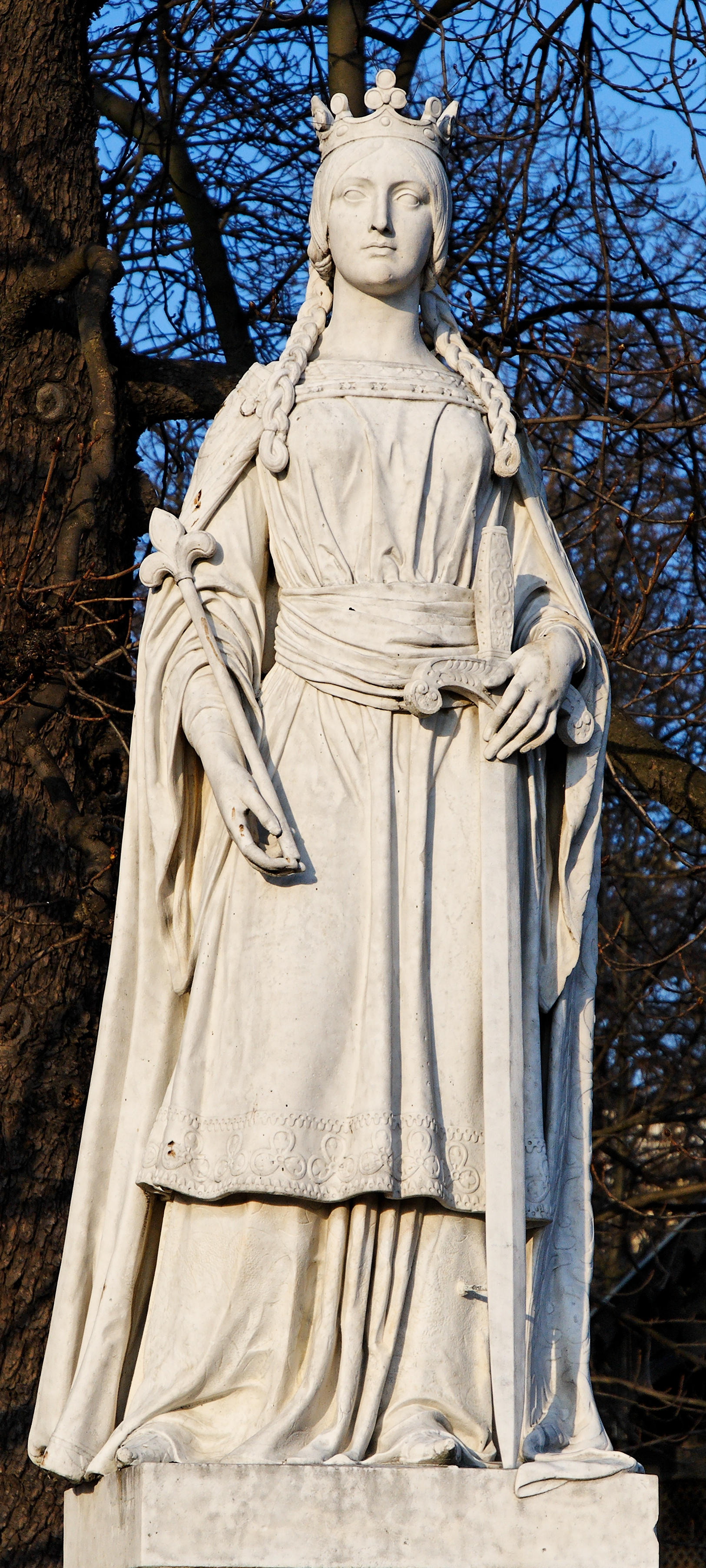
Estatua de Matilde de Flandes en París

Jean-Jacques-Marie-Carle-Vita Elshoecht Elshoecht , también llamado Carle Elshoecht (Bergues, Francia, 1797 - París, 1856) fue un escultor francés.

## Datos biográficos
Hijo del pintor y escultor Jean-Louis Elshoecht (1760-1842), de quien aprendió los fundamentos de su arte, permaneció como alumno en el taller de François-Joseph Bosio en París.
Jean-Jacques Elshoecht presenta sus obras por primera vez en 1824.

## Obras

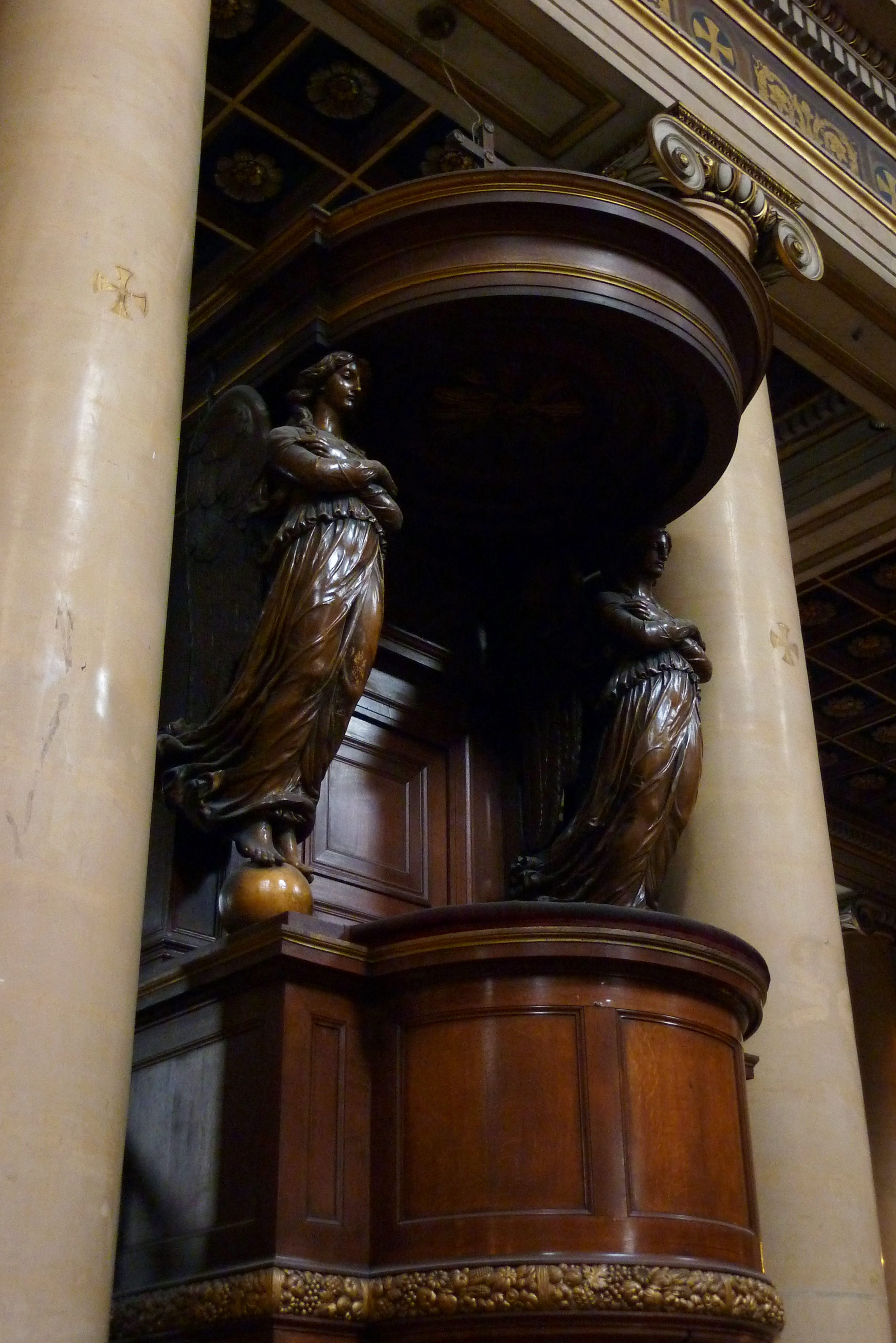
Púlpito en madera de roble, en el interior de la iglesia de Notre Damme de Lorette de París

Entre las mejores y más conocidas obras de Jean-Jacques Elshoecht se incluyen las siguientes:
- Los tritones y Nereidas - Les tritons et néréides de La Fontaine des Mers (1835-1840) de la Plaza de la Concordia en París con Antonin Moine y Louis-Perfect Merlieux.

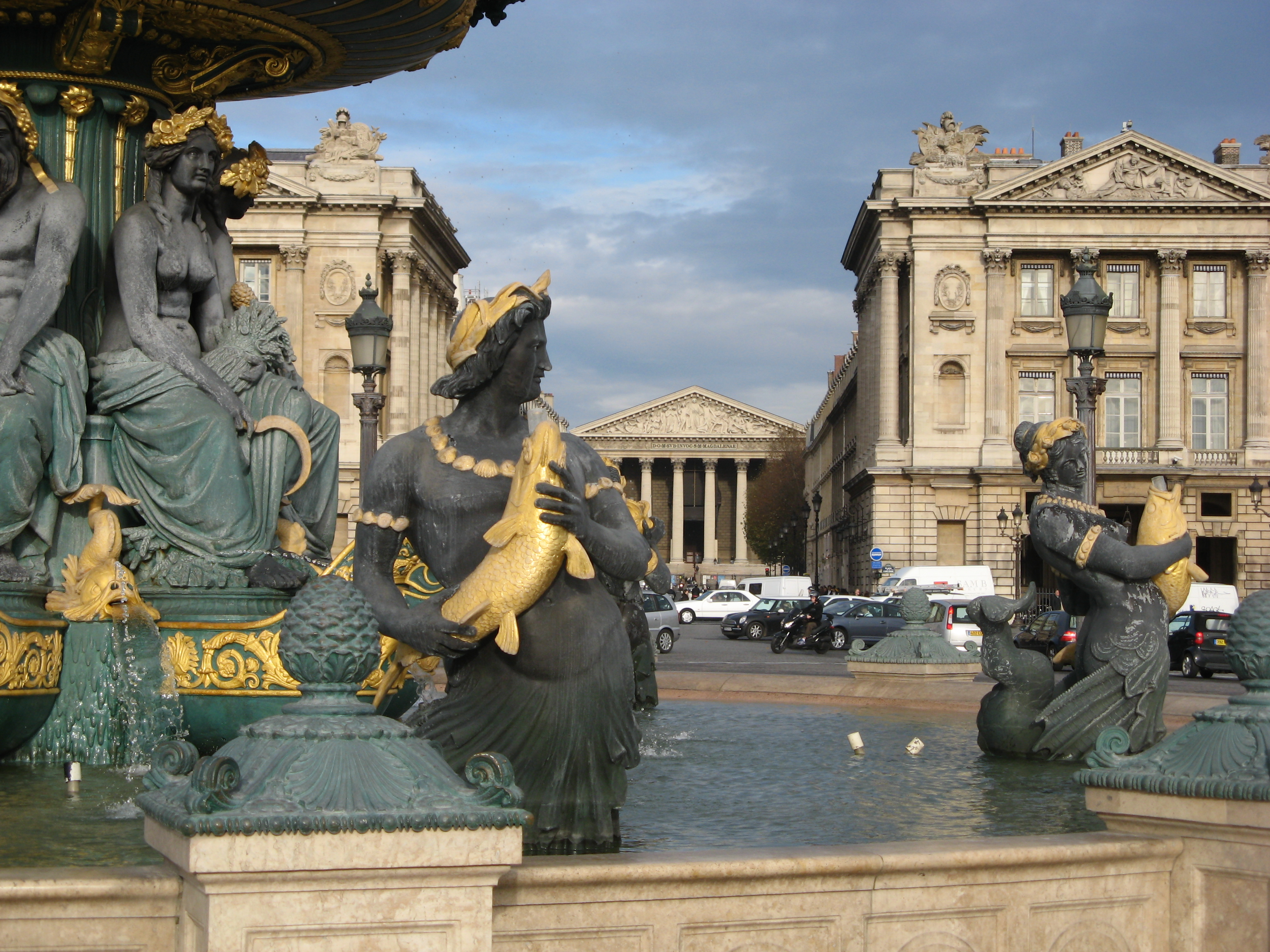

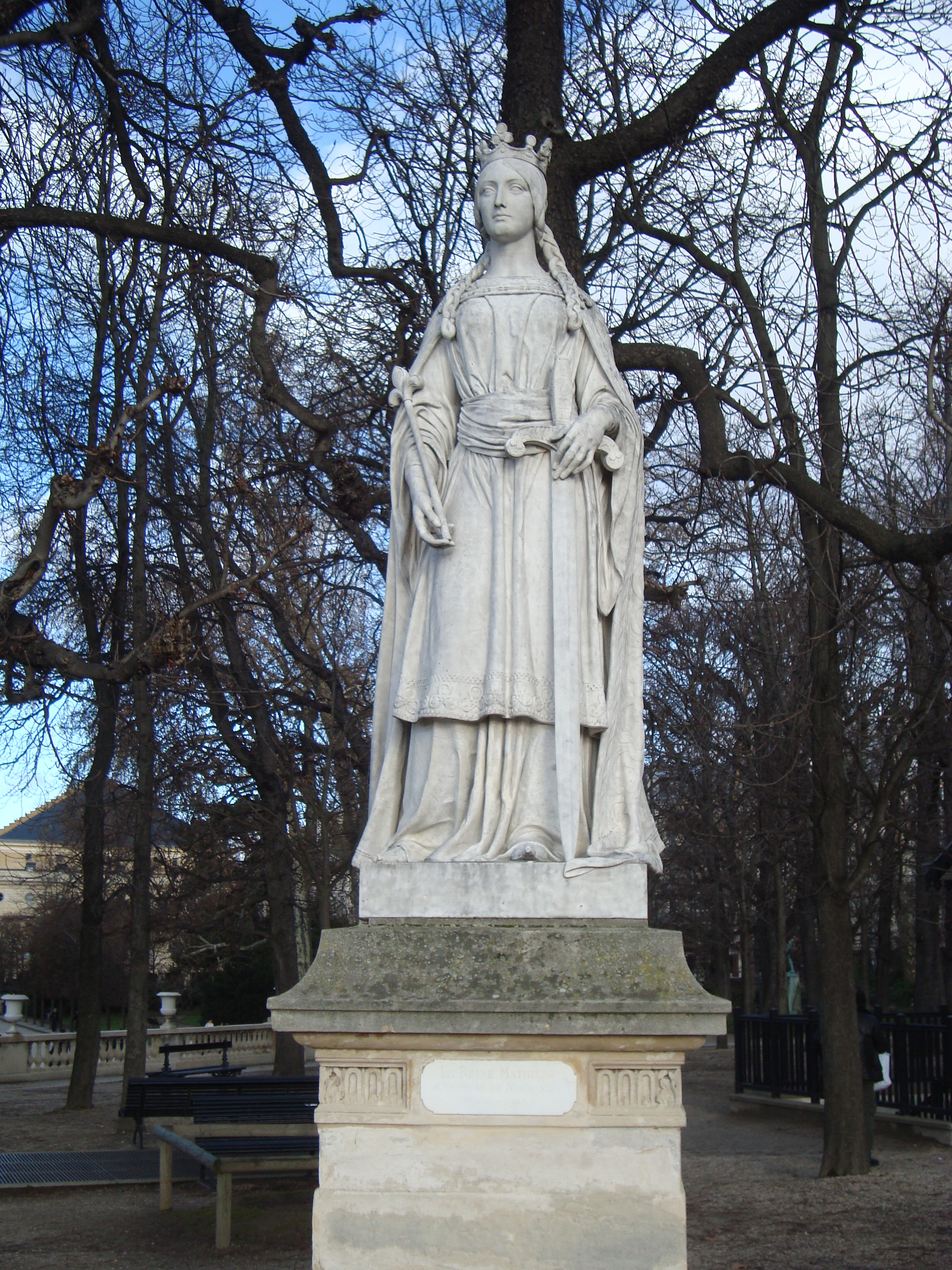
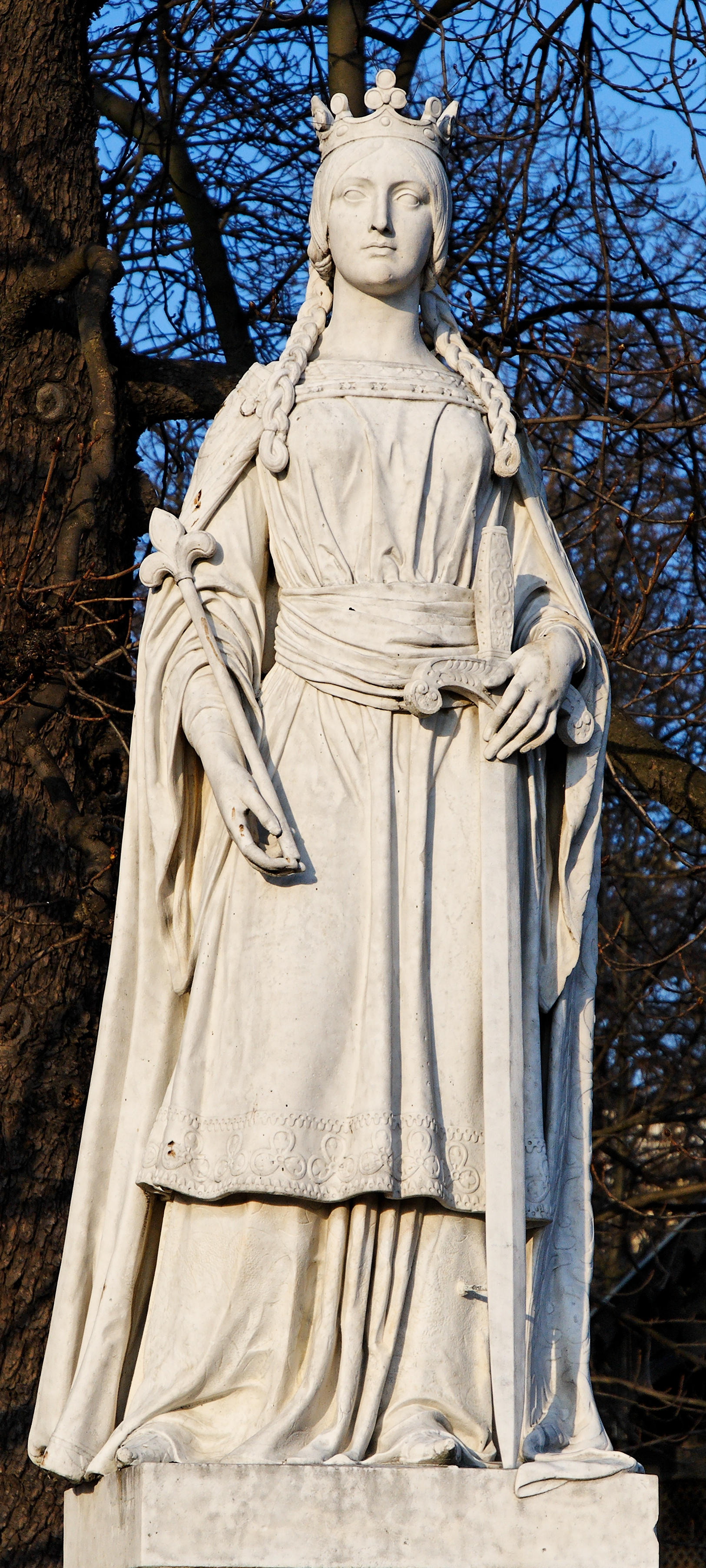

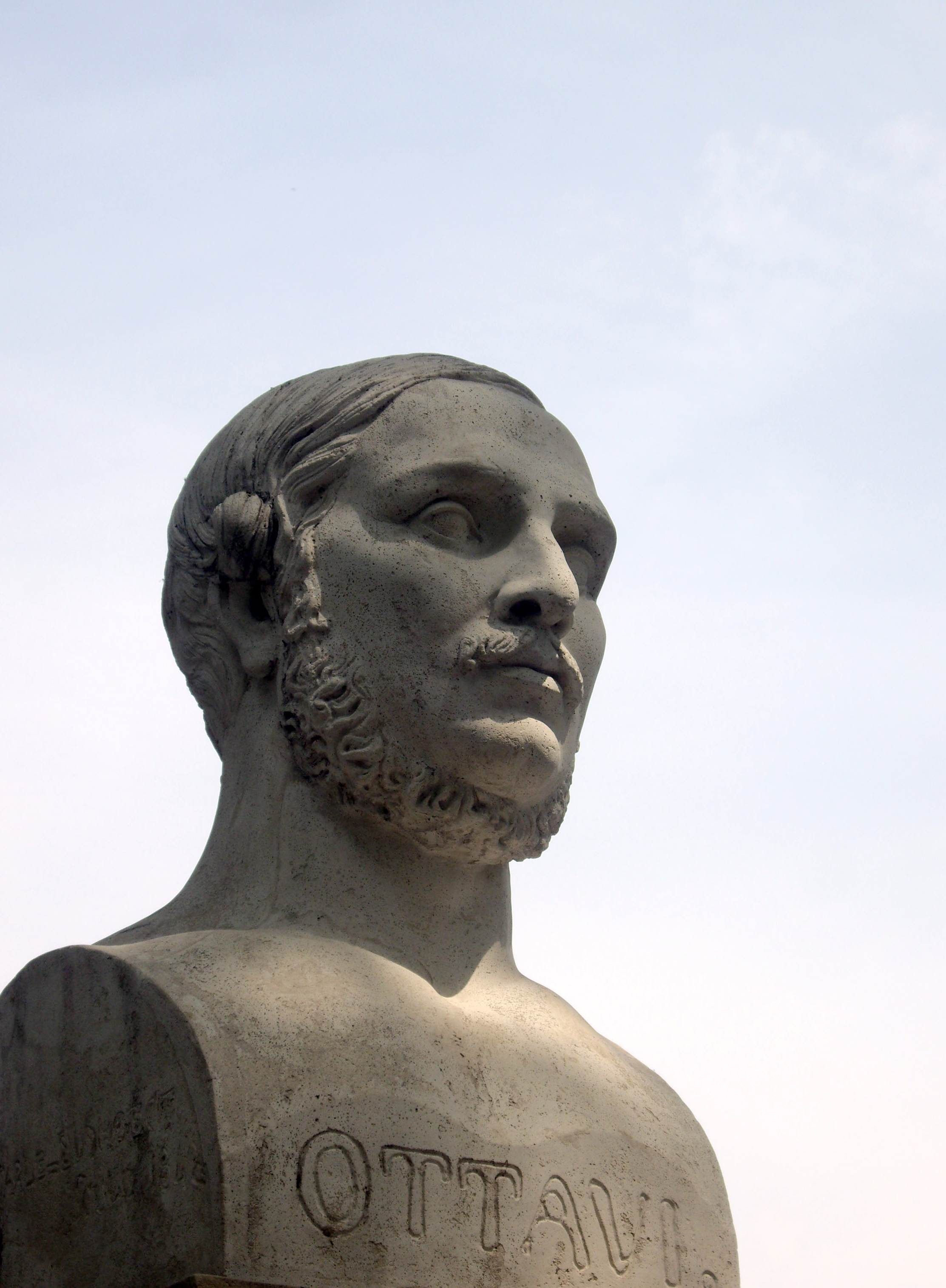
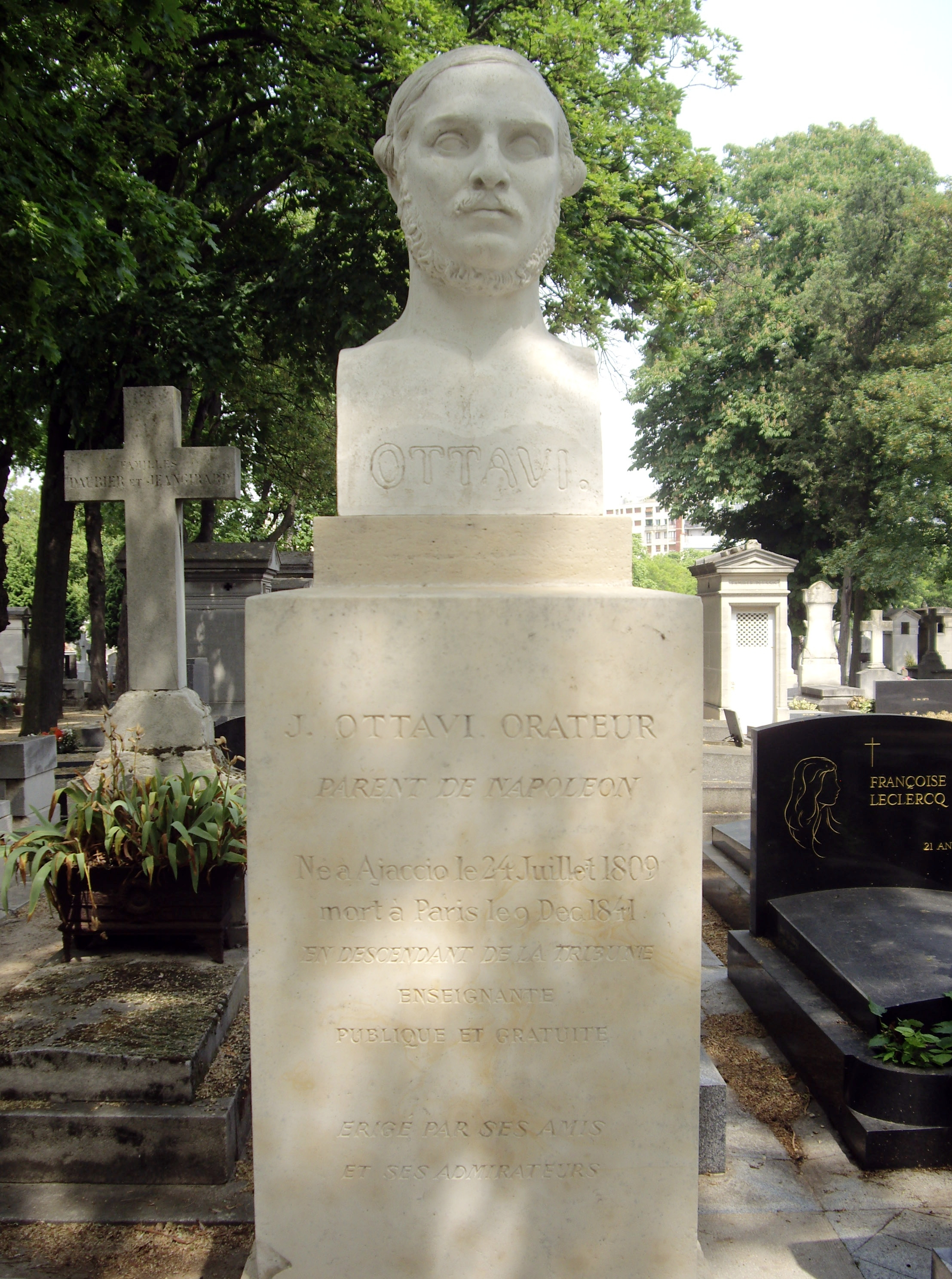

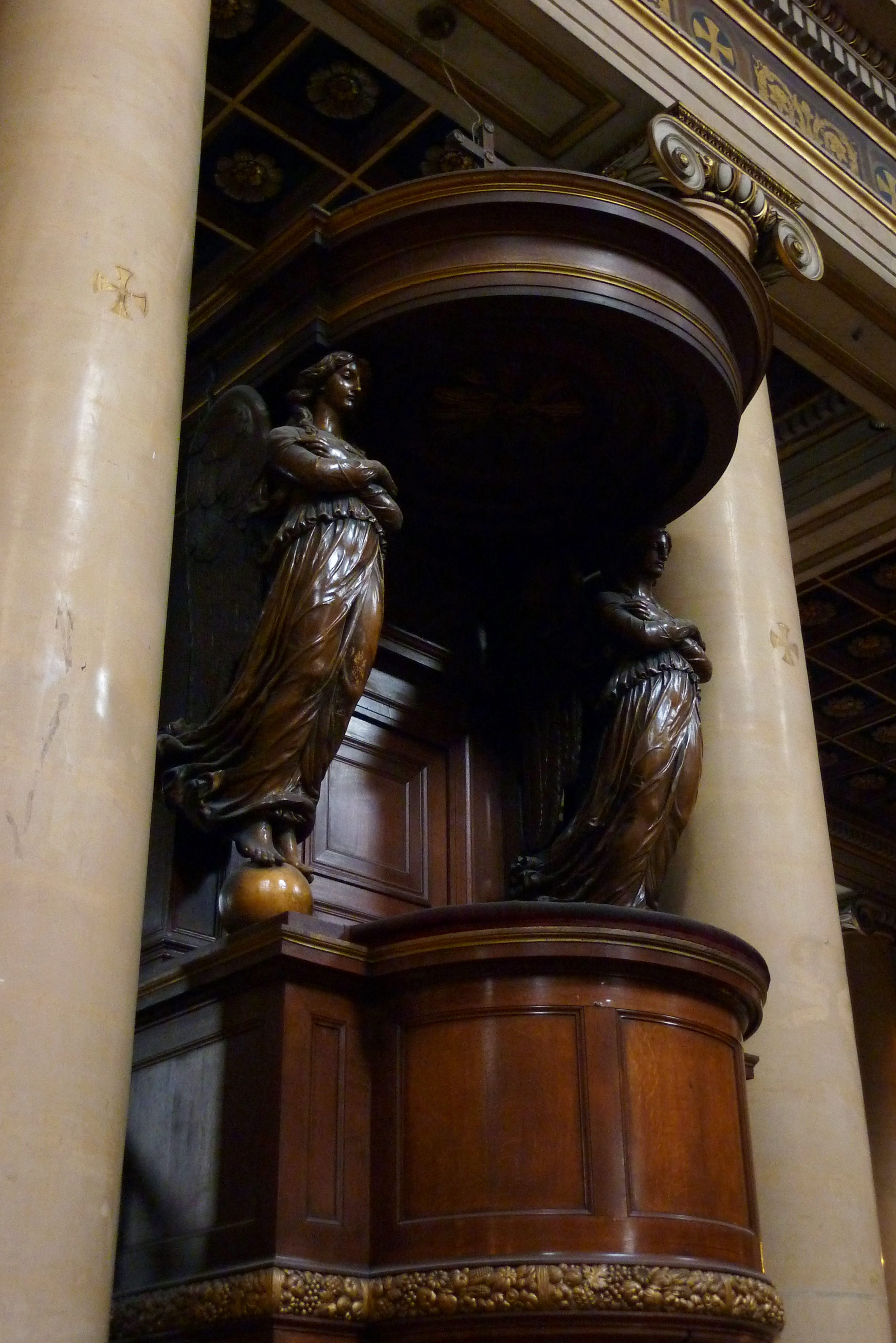
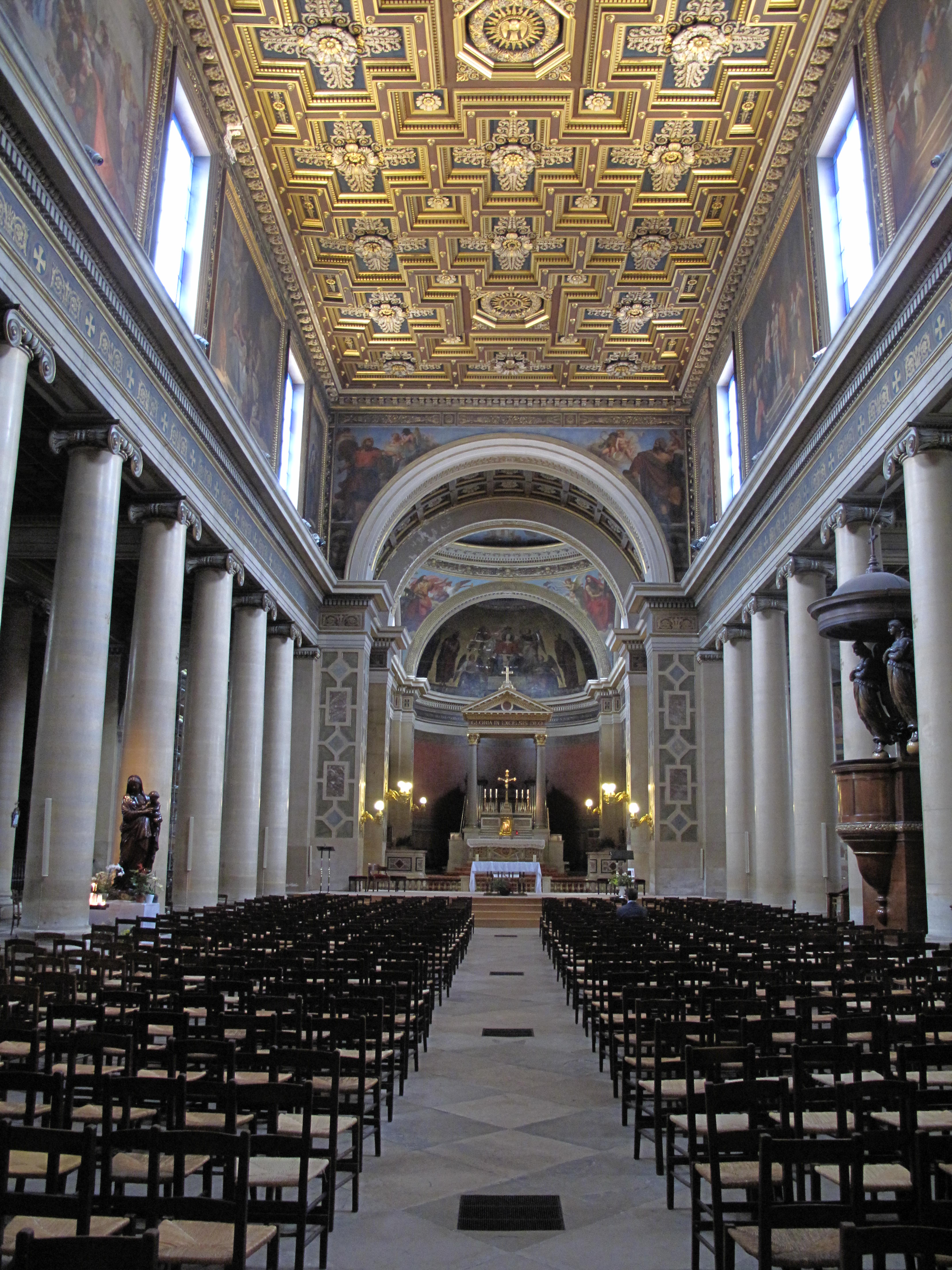

(pinchar sobre la imagen para agrandar) 
- Bajorrelieves de madera del palacio de Luxemburgo (1841).

- La estatua de Matilde de Flandes, de la serie Reinas de Francia y mujeres ilustres del Jardín de Luxemburgo.

(pinchar sobre la imagen para agrandar) 
- Busto de Soufflot (Jacques-Germain) (1845)[1]·[2]
- Busto de Joseph Ottavi (1809-1841), periodista, orador y crítico literario corso.[3] En la tumba de la división 12 del Cementerio de Montparnasse.

(pinchar sobre la imagen para agrandar) 
- Virgen con el Niño y púlpito de roble, en el interior de la iglesia parroquial de Notre Damme de Lorette de París[4]

(pinchar sobre la imagen para agrandar) 